# Katherine Oppenheimer
Katherine "Kitty" Oppenheimer (em Puening; Recklinghausen, 8 de agosto de 1910 — Cidade do Panamá, 27 de outubro de 1972) foi uma bióloga, botânica e ex-membro do Partido Comunista da América nascida na Alemanha e radicada nos Estados Unidos. Ela é mais conhecida como a esposa do ativista Joe Dallet, e depois esposa do físico J. Robert Oppenheimer, diretor do Laboratório de Los Alamos do Projeto Manhattan durante a Segunda Guerra Mundial.

## Vida pregressa
Katherine "Kitty" Vissering Puening nasceu em Recklinghausen, Westphalia, Prússia, Alemanha, em 8 de agosto de 1910, filha única de Franz Puening e sua esposa Käthe Vissering. Embora ela afirmasse que seu pai era um príncipe e que sua mãe era parente da Rainha Vitória, isso não era verdade. Sua mãe era prima de Wilhelm Keitel, que mais tarde se tornou marechal de campo do exército alemão durante a Segunda Guerra Mundial, e foi enforcado em 1946.
Em uma festa de Ano Novo naquele ano, Puening conheceu Joseph Dallet, Jr., filho de um rico empresário de Long Island que frequentou o Dartmouth College. Ele se tornou extremista após as execuções de Sacco e Vanzetti em 1927 e ingressou no Partido Comunista da América em 1929. Ele esteve envolvido no protesto do Dia Internacional do Desemprego em Chicago em 6 de março de 1930, que foi brutalmente reprimido pelas autoridades, e atualmente trabalhava como sindicalista com os trabalhadores do aço em Youngstown, Ohio. A certa altura, ele concorreu a prefeito de Youngstown na chapa do Partido Comunista, mas não foi eleito.
A última carta de Dallet dizia que ele estava indo para a Espanha no RMS Queen Mary para se juntar às Brigadas Internacionais lutando na Guerra Civil Espanhola. Puening se encontrou com Dallet e seu melhor amigo Steve Nelson em Cherbourg, e eles viajaram juntos para Paris. Depois de alguns dias lá, ela voltou para Londres, e eles seguiram para o sul, cruzando para a Espanha onde se juntou ao Batalhão Mackenzie-Papineau, uma unidade composta por voluntários americanos e canadenses. Foi ver Nelson, que estava em Paris, ferido em agosto, e eles voltaram para Nova York, onde ela ficou com Nelson e sua esposa Margaret em sua casa no Brooklyn por dois meses. Ela então se dirigiu para a Filadélfia para ver sua amiga Zelma Baker, que trabalhava no Instituto de Pesquisa do Câncer da Universidade da Pensilvânia. Puening se matriculou na Universidade da Pensilvânia. Lá ela conheceu Richard Stewart Harrison, um médico formado pela Universidade de Oxford, que estava concluindo seu estágio nos Estados Unidos. Eles se casaram em 23 de novembro de 1938. Ela posteriormente deixou o partido comunista.

## Romance com Oppenheimer
Logo depois, Harrison partiu para Pasadena, Califórnia, para sua residência no California Institute of Technology (Caltech), enquanto ela permaneceu na Filadélfia para concluir seu bacharelado em botânica na Universidade da Pensilvânia, e foi oferecida uma bolsa de pesquisa de pós-graduação na Universidade da Califórnia, Los Angeles . No Caltech, ela trabalhou com o físico Charles Lauritsen. O laboratório de Raios X da Caltech, usado para pesquisas físicas, também foi usado para pesquisas experimentais em terapia de câncer. Foi em uma festa no jardim organizada por Lauritsen e sua esposa Sigrid em agosto de 1939 que ela conheceu Robert Oppenheimer, um físico que lecionava no Caltech durante parte do ano. Logo depois, ela começou um caso com Oppenheimer. Eles eram frequentemente vistos na cidade em seu cupê Chrysler. Oppenheimer namorou várias mulheres desde seu rompimento com a namorada de longa data Jean Tatlock, algumas delas casadas, como Kitty Harrison. Na época do Natal, ela foi para Berkeley sem o marido, para passar um tempo com Oppenheimer. Seu amigo Haakon Chevalier conheceu Kitty em um jantar festivo oferecido pela pianista Estelle Caen, uma das ex-namoradas de Oppenheimer.
Oppenheimer convidou Harrison e Kitty para passar o verão em seu rancho no Novo México, Perro Caliente . Harrison recusou, pois estava envolvido em sua pesquisa, mas Kitty aceitou. Robert Serber e sua esposa Charlotte pegaram Kitty em Pasadena e a levaram para Perro Caliente, onde se encontraram com Robert, seu irmão Frank Oppenheimer e sua esposa Jackie. Os sérvios já haviam conhecido Kitty antes, na casa dos pais de Charlotte Serber na Filadélfia em 1938. Os Oppenheimers adoravam cavalgar pelas florestas de pinheiros e Aspen e prados floridos das montanhas Sangre de Cristo, acampando com o mínimo de comida e equipamento. Kitty os impressionou com sua habilidade de cavalgar; a equitação era uma conquista normal para as mulheres de sua classe social, e ela aprendera a cavalgar quando menina nas trilhas de equitação ao redor de Aspinwall. Kitty e Robert cavalgaram para passar a noite com sua amiga Katy Page em Los Pinos, Novo México . No dia seguinte, Page cavalgou até Perro Caliente em seu cavalo baio para devolver a camisola de Kitty, que havia sido deixada sob o travesseiro de Robert.
Kitty disse mais tarde a Anne Wilson que conseguiu que Robert se casasse com ela "à moda antiga" - engravidando. Em setembro de 1940, Robert telefonou para Harrison com a feliz notícia, e eles concordaram que o melhor caminho a seguir era Kitty se divorciar para que ela pudesse se casar com Robert. Logo depois, Robert dividiu um pódio com Nelson para arrecadar dinheiro para refugiados da Guerra Civil Espanhola, e ele o informou que estava noivo de Kitty. A esposa de Nelson também estava grávida e ele chamou sua filha, nascida em novembro de 1940, de Josie em memória de Dallet. Para obter o divórcio, Kitty mudou-se para Reno, Nevada, onde permaneceu por seis semanas para atender aos requisitos de residência do estado. O divórcio foi finalizado em 1º de novembro de 1940, e Kitty se casou com Oppenheimer no dia seguinte em uma cerimônia civil em Virginia City, Nevada, com o zelador e o escrivão do tribunal como testemunhas.

## Vida posterior
Em 1952, Toni contraiu poliomielite e os médicos sugeriram que um clima mais quente poderia ajudar. A família voou para o Caribe, onde alugou um barco de 72 pés (22 m) ketch. Robert e Kitty descobriram um amor compartilhado por velejar, enquanto Toni logo se recuperou. A família passava parte de cada verão em Saint John, nas Ilhas Virgens, eventualmente construindo uma casa de praia lá. Em 6 de janeiro de 1967, Robert foi diagnosticado com câncer inoperável e morreu em 18 de fevereiro de 1967. Kitty teve seus restos mortais cremados e suas cinzas foram colocadas em uma urna, que ela levou para St. Ela se envolveu com Robert Serber, cuja esposa Charlotte havia se suicidado em maio de 1967. Ela o convenceu a comprar um barco de 52 pés (16 m) yawl, que navegaram de Nova York a Granada. 
Em 1972, eles compraram um barco de 52 pés (16 m) ketch, com a intenção de navegar pelo Canal do Panamá e para o Japão via Ilhas Galápagos e Tahiti. Eles partiram, mas Kitty ficou doente, e foi levada para o Hospital Gorgas, onde morreu de embolia em 27 de outubro de 1972. Serber e Toni cremaram seus restos mortais e espalharam suas cinzas perto de Robert.